# Návesní rybníčky (Polizy)
Rybníčky Polizy jsou soustavou dvou malých rybníčků o rozloze vodní plochy 0,05 ha Horní rybníček a 0,17 ha Dolní rybníček nalézajících se na západním okraji vesnice Polizy v okrese Hradec Králové. Rybníčky jsou v soukromém vlastnictví a jsou využívány pro chov ryb.

## Galerie

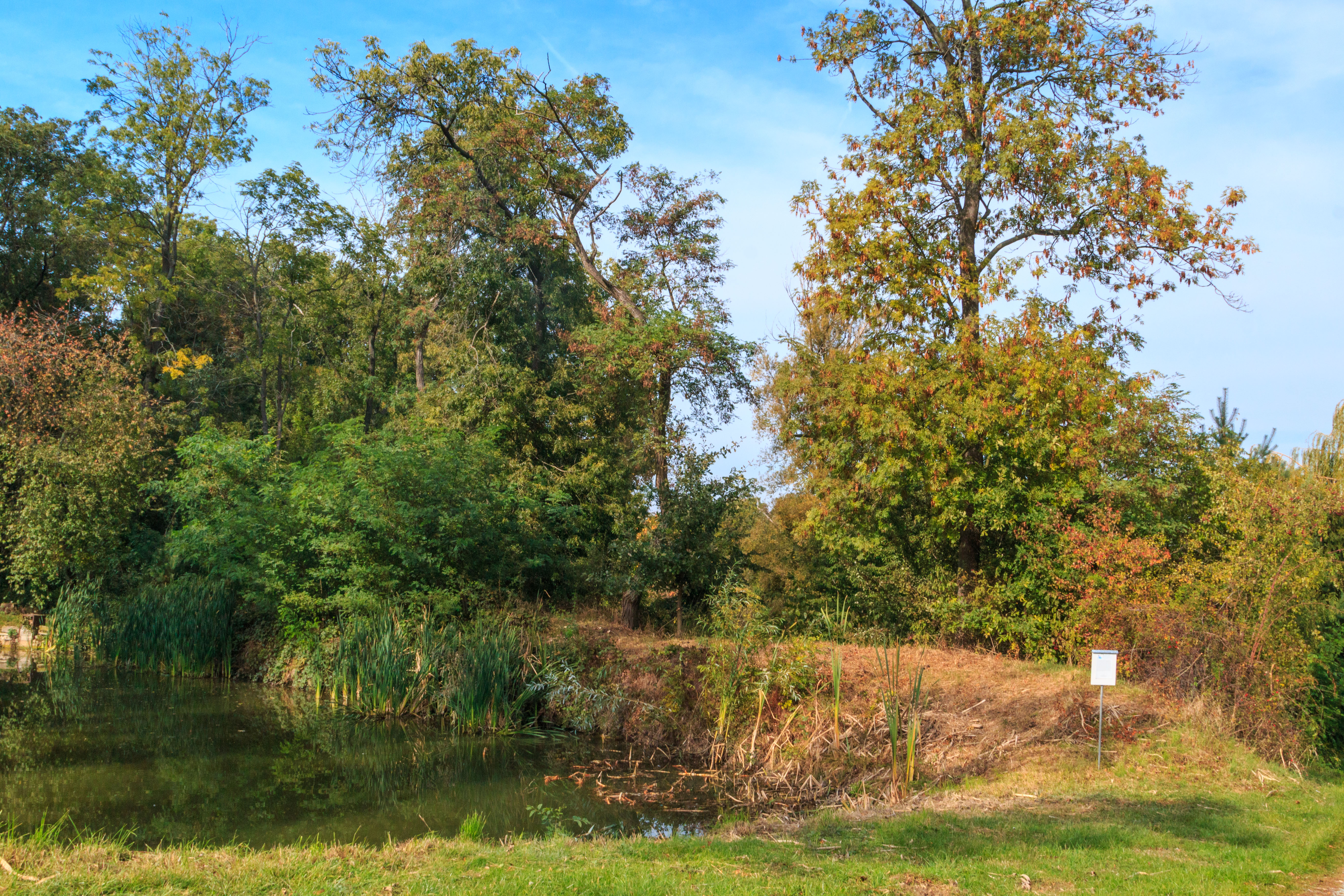
Pohled na Horní rybníček v Polizech
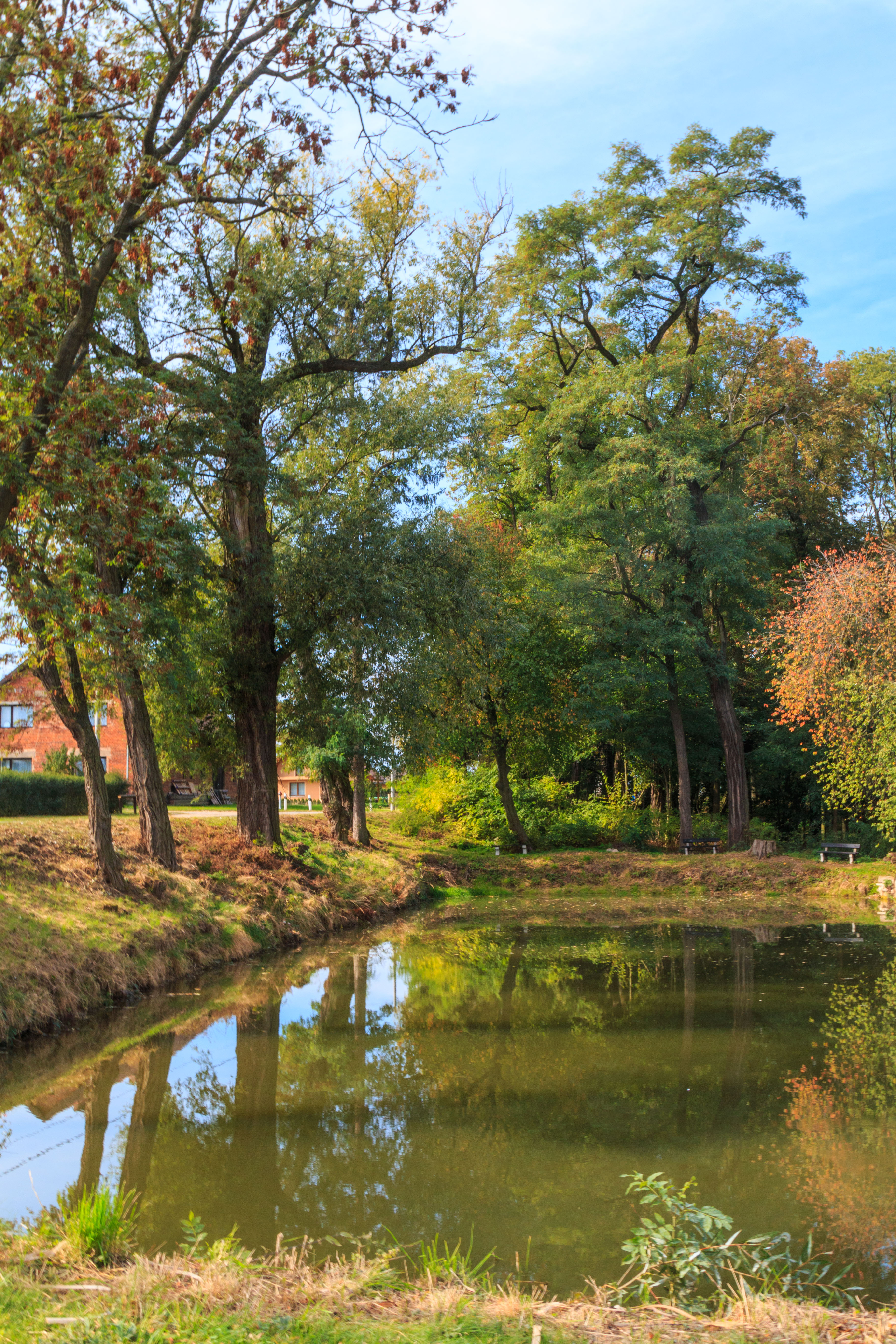
Pohled na Horní rybníček v Polizech
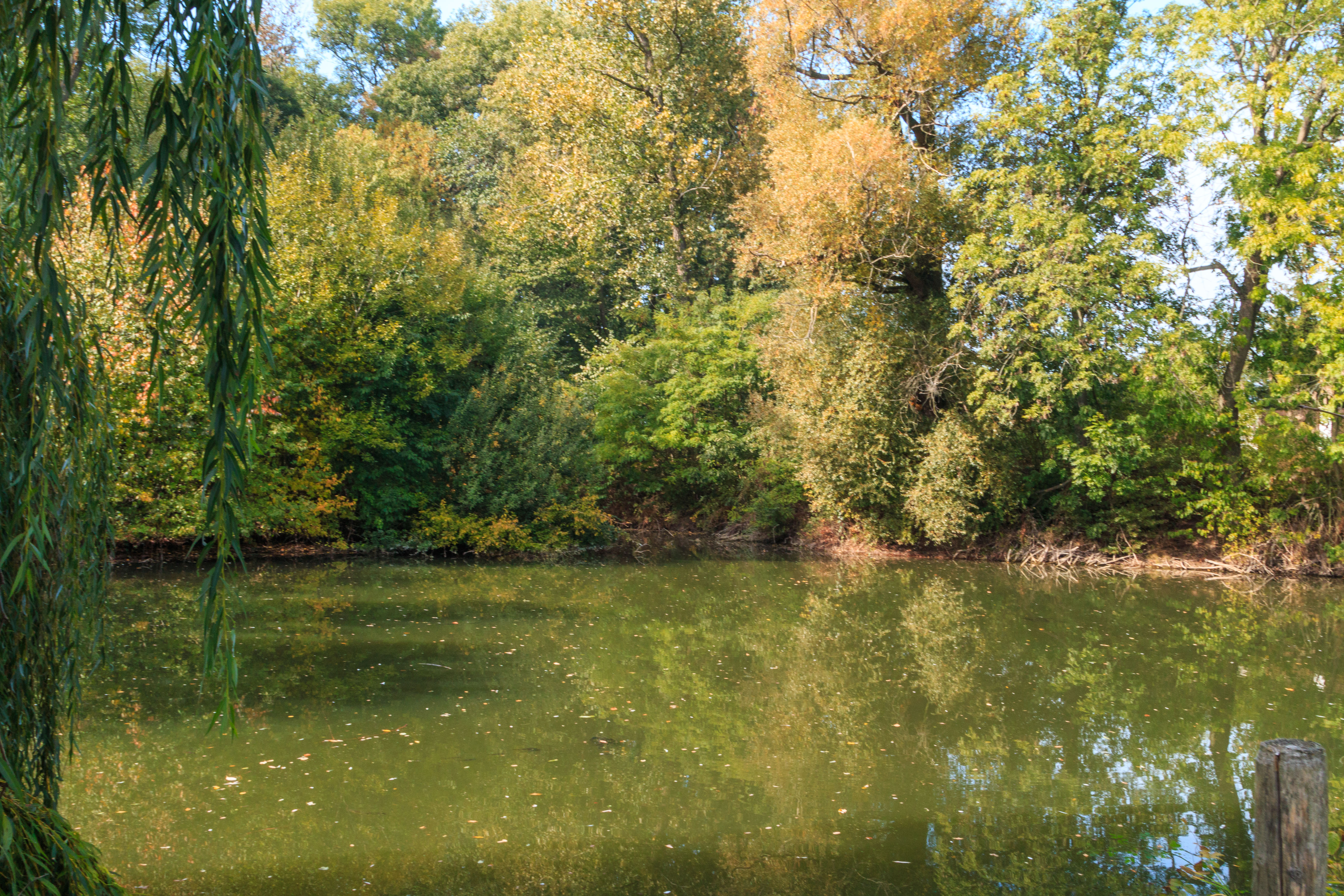
Pohled na Dolní rybníček v Polizech
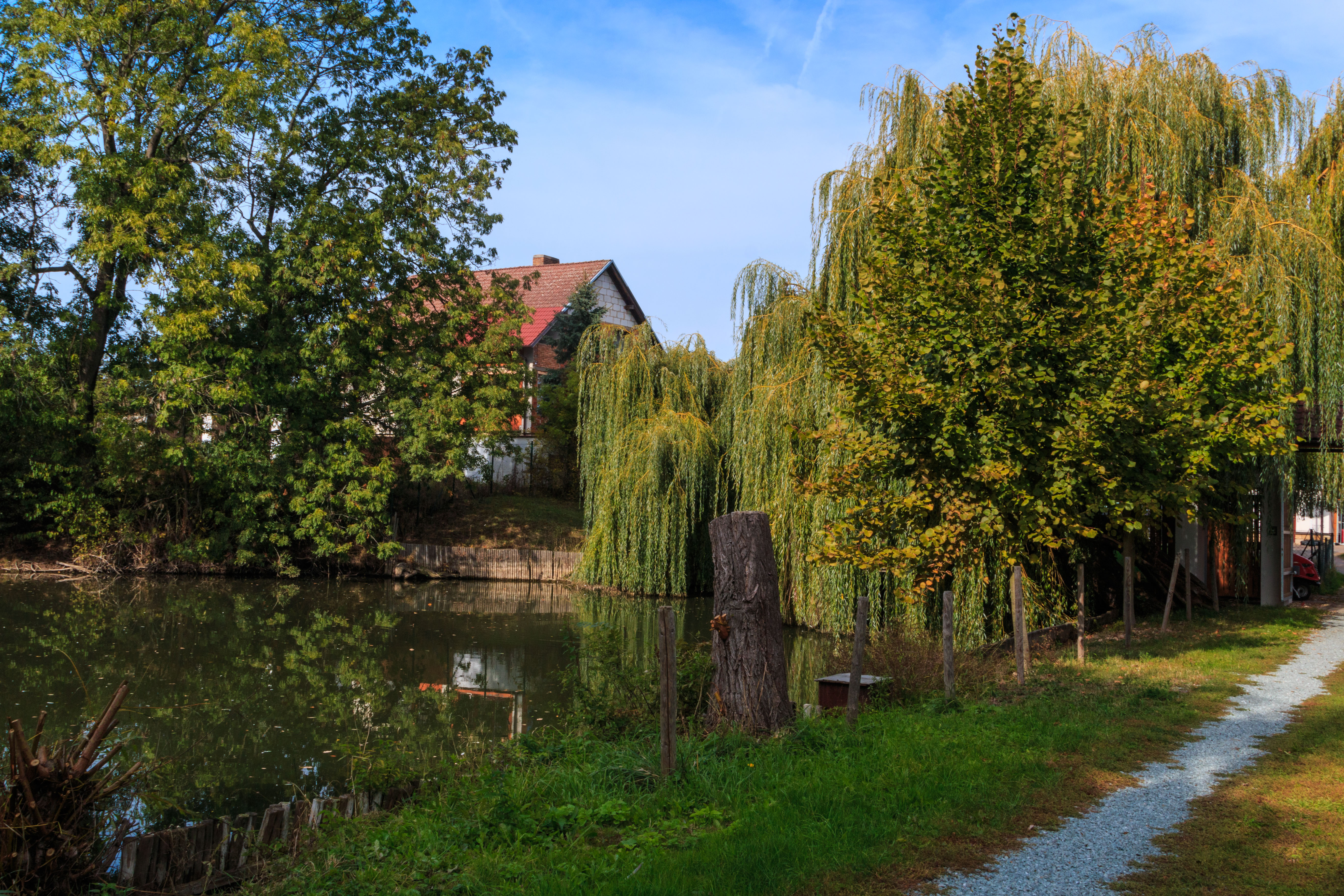
Pohled na Dolní rybníček v Polizech